# Gmina Gørlev
Gmina Gørlev (duń. Gørlev Kommune) - istniejąca w latach 1970–2006 (włącznie) gmina w Danii w  okręgu zachodniej Zelandii (Vestsjællands Amt). 
Siedzibą władz gminy było miasto Gørlev. 
Gmina Gørlev została utworzona 1 kwietnia 1970 na mocy reformy podziału administracyjnego Danii. Po kolejnej reformie administracyjnej w roku 2007 weszła w skład nowej gminy Kalundborg.

## Dane liczbowe
- Liczba ludności: (♀ 3243 + ♂ 3313) = 6556
  - wiek 0-6: 7,8%
  - wiek 7-16: 12,3%
  - wiek 17-66: 63,4%
  - wiek 67+: 16,4%
- zagęszczenie ludności: 71,3 osób/km²
- bezrobocie: 4,6% osób w wieku 17-66 lat
- cudzoziemcy z UE, Skandynawii i USA: 64 na 10 000 osób
- cudzoziemcy z krajów Trzeciego Świata: 191 na 10 000 osób
- liczba szkół podstawowych: 3 (liczba klas: 31)